# Foltos tücsökmadár

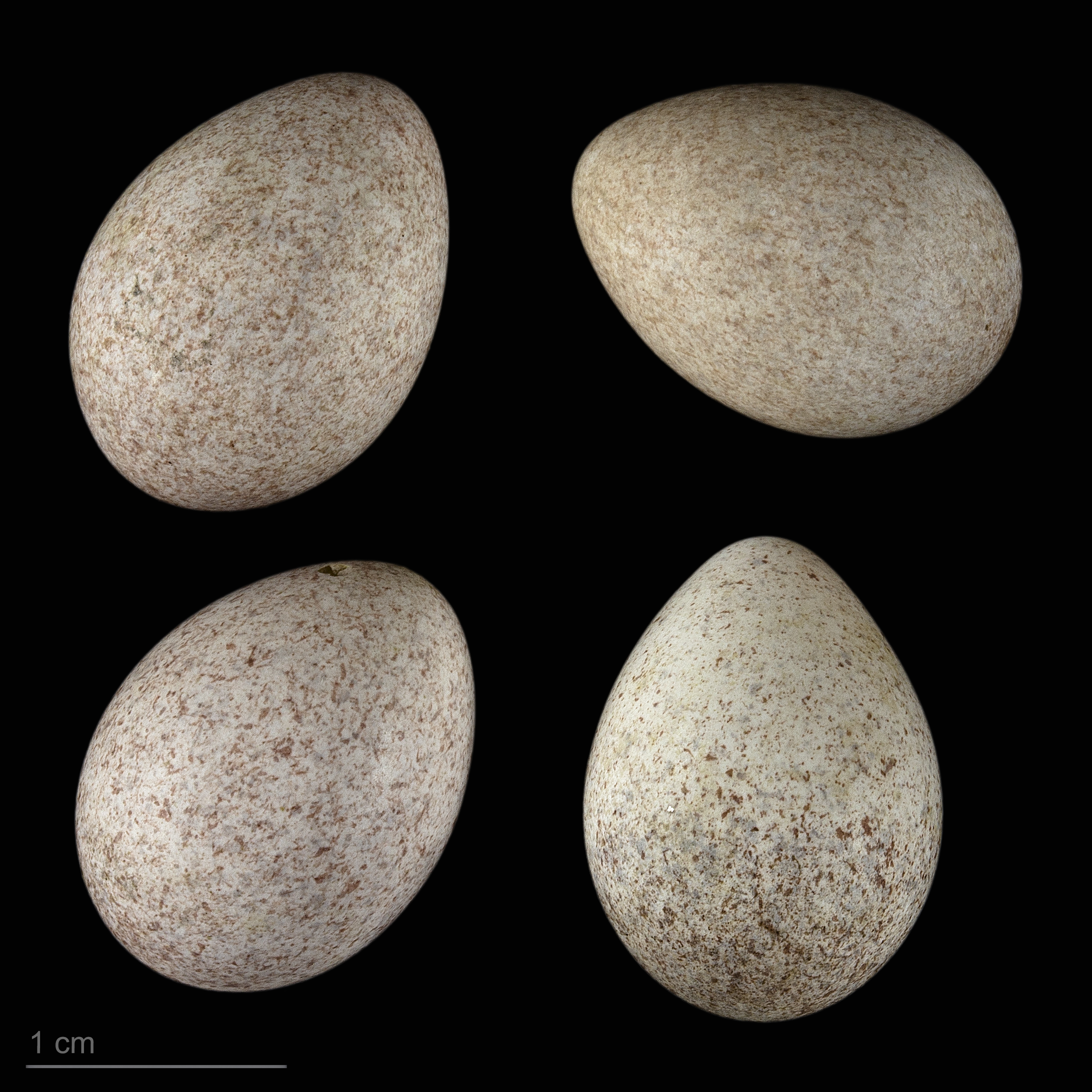
Locustella lanceolata

A foltos tücsökmadár (Locustella lanceolata) a madarak osztályába, ezen belül a verébalakúak (Passeriformes) rendjébe és a tücsökmadárfélék (Locustellidae) családjába tartozó faj.

## Rendszerezése
A fajt Coenraad Jacob Temminck holland zoológus írta le 1840-ben, a Sylvia nembe Sylvia lanceolata néven.

## Alfajai
- Locustella lanceolata hendersonii (Cassin, 1858) - költési területe Szahalin, a Kuril-szigetek, Hokkaidó, Ázsia délkelelti részén telel;
- Locustella lanceolata lanceolata (Temminck, 1840) - költési területe Finnországtól észak-Mongólián keresztül kelet-Oroszországig terjed, Ázsia délkelelti részén telel.[2]

## Előfordulása
Oroszország, Kazahsztán, Banglades, Brunei, Dél-Korea, Észak-Korea, a Fülöp-szigetek, Kambodzsa, Kína, India, Indonézia, Japán, Laosz, Malajzia, Mongólia, Mianmar, Nepál, Szingapúr, Srí Lanka, Tajvan, Thaiföld és Vietnám területén honos.
Kóborlóként előfordul Belgium, Dánia, Egyesült Királyság, Hollandia, Hongkong, Finnország, Franciaország, Németország, Norvégia, Montenegró, Szerbia, Svédország, az Amerikai Egyesült Államok és Palau területén is.
A természetes élőhelye szubtrópusi, trópusi és mérsékelt övi cserjések és legelők valamint vizes területek és emberi környezet. Állandó, nem vonuló faj.

## Megjelenése
Testhossza 12-13,5 centiméter, testtömege 9-13 gramm.

## Életmódja
Rovarokkal és magvakkal táplálkozik.